# ガストン・ブラウン
ガストン・アルファンソ・ブラウン（Gaston Alphanso Browne、1967年2月9日 - ）は、アンティグア・バーブーダの政治家。アンティグア労働党を率い2014年の総選挙に勝利し、第4代首相に就任した。

## 来歴
1967年にアンティグア島のポッターズ村で生まれる。幼少の頃は、父方の曾祖母と共に「ゲットー」と通称されるグレイ農場で暮らし、曾祖母の死後は兄弟を育てるために働き貧困生活を送った。プリンセス・マーガレット・スクールを卒業後、イギリスのマンチェスター大学に留学し金融学を学びMBAの学位を取得した。
帰国後は、オフショア金融センターや信託会社を経営する国内の大手銀行に就職し、商業部門のマネージャーを長年に渡り務めた。

## 政治家
1999年に下院議員選挙に立候補し、福祉推進を掲げ当選した。
2014年6月12日の行われた総選挙ではアンティグア労働党の党首として臨み、17議席中14議席を獲得し13日に首相に就任した。2018年3月21日に実施された総選挙でも15議席を獲得し勝利。
2022年9月11日、前国王・エリザベス2世の崩御を受けて、2023年の選挙で再選された場合に英連邦王国としての立憲君主制から共和制へ移行するかを問う国民投票を実施する方針である、と発言している。

## 家族
第2代首相レスター・バードの姪マリア・バードと結婚。ブラウンは前妻との間に息子を3人、マリアは前夫との間に息子を1人もうけている。